# وانتسلبن
وانتسلبن (به آلمانی: Wanzleben) یک منطقهٔ مسکونی در آلمان است که در وانزلبن-وورده واقع شده‌است. وانتسلبن ۵٬۲۹۴ نفر جمعیت دارد.